# パウロ鈴木。
パウロ鈴木。（本名： 鈴木 佳昌、1961年9月22日 - ）は、日本の音楽家、ベーシスト、ビートルズ研究家、エマーソン・レイク・アンド・パーマー（EL&P）研究家、ライブハウス経営者、ライブ・イベンター。
担当パートはボーカル、ベース、ピアノ。
『ビートルズ・ランキング』の選んだ「日本のビートルズの「達人」100人」の1人。

## 来歴・人物

### 出自
愛知県名古屋市出身。東邦高校普通科、愛知学院大学商学部商学科卒業。
父方は広島の原爆により、父の祖母と兄、妹を残し一家を亡くした。
母方は天野遠景の子孫であり、本家（愛知県名古屋市千種区城山）には先祖代々の家系図が存在する華族の家系である。
祖父の弟である天野景康は、米国フィラデルフィアの「米国財団法人 野口医学研究所」の創成期や「ローマ字ひろめ会」に寄与、加えてサイケデリックな画集『Amano Kageyasu Watt』（ローマ字ひろめ会, 1989年）も出版していた。天野は学生時代からのパウロ鈴木。の前衛的でもある音楽活動に好意的な助言を与えていた。

### 音楽家、ビートルズ研究家、EL&P研究家として
9歳の時にTV CM（東芝家具調4チャンネルステレオ「ボストン」）を通じてビートルズの「レット・イット・ビー」を、11歳（1972年10月8日）の時に『ヤング・ミュージック・ショー』（NHK）にてエマーソン・レイク・アンド・パーマー（以下、EL&P）を観聴きし深い感銘を受け、音楽家を志す。
学生時代、難波弘之が結成したセンス・オブ・ワンダーの結成初ライブ・ツアーを体験し、現在のバンドGOMAWORLDの原型であるGOMA（ゴマ/護摩）結成を思い立つ。
GOMAは当時ブームであったヤマハ主催のバンド・コンテストの中部圏地区版「MID LAND '82」にて特別賞を獲得。
1986年、劇団MOVEにアンビエント作品を初めて提供し、プロの音楽家としての活動を開始。
1988年、名古屋スター・クラブ（六本木キャヴァーン・クラブ支店）にてデビューし、プロのザ・ビートルズ・トリビューターとしての活動を開始。
1990年、「音楽のアトリエ」と自ら呼ぶ、英国風ライブバー「ラバーソウル」を神奈川県横浜市に企画開業した。
国内外の数多くの音楽家たちの活動場所として現在も継続している。
「最良の機材を揃えたライブハウス」や「アンプの配置をこだわり抜いたため、音もいいと評判」など、幾度となく書籍で紹介されている。
1992年、ビートルズ誕生の地リバプールにあるビートルズ・ストーリーでポール・マッカートニーの50歳の誕生日を記念するパーティーをラバーソウルで主催し、現地の新聞で取り上げられる。ビートルズのカバー・バンドであるザ・ビートルースに加入。
1996年8月23日、石川県で行われたビートルズ音楽祭にザ・ビートルースとして出場し、準優勝を獲得。この音楽祭は、ビートルズのプロデューサーであったジョージ・マーティンが審査員を務めた。カバーするのが困難な「ア・デイ・イン・ザ・ライフ」を再現したザ・ビートルースの演奏でジョージ・マーティン夫妻を大喜びさせ、ジョージ・マーティンから直々に受賞した。これを機にザ・ビートルースとして2枚のアルバム（『マジカル・ドリーミー・ツアー』1997年、『エニシング・ニュー』1999年）をリリースし、国内、 海外などで、話題のアルバムとなった。
2000年、ジャズ専門誌『Out There』（プランニングハウス, 2000年1月・2月合併号, p.17）の「ビートルースおおいに語る」で、ザ・ビートルースのロングインタビューが掲載された。
2001年頃からビートルズ研究家の広田寛治の薦めにより、ビートルズに関する執筆活動を開始。自身が演奏家であることを生かしたビートルズの演奏解説、楽器解説など、独自の視点から研究を現在も行っている。
2001年4月14日、『ちょっとカルチャー 今も続くビートルズ熱』（NHKラジオ）でパウロ鈴木。のインタビューとザ・ビートルースのセカンド・アルバム『エニシング・ニュー』から「マジカル・ミステリー・ツアー」と「ア・デイ・イン・ザ・ライフ」が放送された。
2002年からジョン・レノン・ミュージアムにて開催されていたバンド・コンテストの常任審査委員を、閉館の2010年まで務め、ビートルズ・フォロワー育成に努めた。
2003年、ジョン・レノン・ミュージアムにてジョン・レノン追悼イベント「We Love ジョン・レノン　フリーライブ」企画、国内の有名ビートルズ・フォロワーに加えてニューヨークから元アップル・アーティストのデビッド・ピール（David Peel）を招くことを想い立ちスタッフと共に実現した。
ライブという音楽形態の自由な楽しみ方を提示した。この時のゲストは、松尾清憲、パール兄弟、廣田龍人、内海利勝であった。
2004年から2007年まで、日本を代表するポール・マッカートニー・プレイヤーとしての高い評価から、auの着うたサービスで、ビートルズをカバーしたパウロ鈴木。の歌と演奏が配信された。
2005年、ザ・ビートルースとして、CDジャーナル主催「1966～その後のビートルズ～」に出演。
2005年8月25日、宮永正隆が主催するトークライブ「ビートルズ大学」にて講義。ビートルズ大学教授という肩書きを得る。。
2006年から東京タワー展望台にあるClub333 特設ステージで定期的に出演。日本一高い場所でのビートルズ・カバー演奏である。9月18日、鶴見区区制80周年・横浜開港150周年プレイベント「すげーぜ・つるみ2006」にビートルースが出演。鶴見区多文化の代表として、沖縄民謡、韓国民謡、ブラジル民謡などの楽団と共演。「鶴見に拠点を置く、世界一のビートルズのコピーバンド」と紹介される。12月9日、ジョン・レノン・ミュージアムで6時間にわたるジョン・レノン追悼ライブ「メモリアル・デイズ・ライブ」を主催。難波弘之、王様、伊豆田洋之、細井豊、内海利勝（ex キャロル）、カバーソウルらを招聘し、共演。この日はジョン・レノンの命日（1980年12月8日（日本時間：12月9日））であった。
2007年、グレゴリースズキという芸名で、『プログレッシブ・ロック入門』（河出書房新社　2007年）にて難波弘之の協力のもと、プログレ史とEL&Pについて執筆。収録記事の髙嶋政宏と難波弘之の対談の場所として、ラバーソウルが使われた。3月17日、英国政府観光庁が主催した1年にわたる企画「英国式幸福論」の一環で、パウロ鈴木。としてライブ出演し、ビートルズのカバーを演奏。
2008年2月17日、「英国式幸福論」フィナーレでザ・ビートルースとしてライブ出演し、ビートルズのカバーを演奏。2月24日、『サンデー・スペシャル・プログラム 英国式幸福論 イン・丸ビル』TOKYO FMでフィナーレのライブ演奏が放送された。他の出演者は、サーカス、加藤和彦、土屋昌巳、Le Coupleであった。2月29日、英国政府観光庁の庁舎にて執り行われた、「英国式幸福論」関係者への感謝祭パーティーにパウロ鈴木。が招待された。
2008年4月13日、ナゴヤドームにて開催された「アクティブシニアフェア」にザ・ビートルースとして出演。この時の共演者は、ビリーバンバンらであった。
2008年7月12日、ジョン・レノン・ミュージアムで｢英国ナショナル・トラストとビートルズの2つの家｣ イベントに出演。ナショナル・トラストが管理しているリヴァプールにあるジョン・レノンが育った家（251 Menlove Avenue）とポール・マッカートニーが育った家（20 Forthlin Road）を紹介するイベントの後段で、ビートルズのカバーを演奏した。
2008年12月8日、BBC World Newsで、パウロ鈴木。の演奏が放送された。『大人のロック』2009年夏号で、内海利勝にインタビューした記事が掲載される。（68ページ）
2010年1月、『パフォー!』（NHK）のプログレ復興企画にてGOMAがBest4入りした。
2010年10月、難波弘之の参加協力のもと、「パウロ鈴木。& GOMAWORLD with 難波弘之」を正式結成。
2013年3月21日、EL&Pのメンバーであったキース・エマーソンの自伝『キース・エマーソン自伝』のMVにて本人と共演。ジャム・セッションを収録撮影するも未発表のままである。
2014年8月30日、『THE BEATLES 10』（ラジオ日本）に司会のカンケの依頼により出演。ポール・マッカートニーのベース奏法を45分にわたり講義した。
2015年、パウロ鈴木。が所有するポール・マッカートニーと同じ型式のヴァイオリンベース「ヘフナー・500-1」が書籍で紹介された。3月、『THE BEATLES 10』（ラジオ日本）のエンディングテーマ「ビー・テンダー」でベースを担当。
2015年4月21日、パウロ鈴木。& GOMAWORLD with 難波弘之として『GOMA WORKS / ゴマ・ワークス』（ラバーソウルレコード）をリリース。帯には、"Brilliant play backwards and forwards. Sukrat! Sukrat!"（前進でも後進でも素晴らしい!スクラットじゃ!）とキース・エマーソンがコメントを寄せた。「あの熱い想いが蘇る！濃密な固まり感は、ワケを知ってる人でなければ、けして出せない、この感じ」とサエキけんぞうが本作にコメントを寄せた。
2015年7月、『THE BEATLES 10』（ラジオ日本）の10周年を記念して、非売品CDがリリース。パウロ鈴木。がベースで参加した「ビー・テンダー」が収録されている。
2016年11月、パウロ鈴木。& GOMAWORLD with 難波弘之としてMini Japan Tourを敢行。11月20日横浜ハート＆ソウル、11月23日大阪SOMA、11月25日名古屋ell.FITSALL、11月26大阪THERD STONEにてトークライブ（共演者は漫画家の浦沢直樹）を行った。
2016年12月26日、この年に亡くなったキース・エマーソンへの追悼として、『GOMA WORKS Vol.2』（ラバーソウルレコード）をリリース。
2017年3月、『THE DIG Special Edition エマーソン、レイク&パーマー』の特集記事で、難波弘之と対談。EL&Pへの難波弘之の熱い思いを引き出す水先案内人の役割を勤めた。
2018年3月　『キース・エマーソン/グレッグ・レイク 2大巨匠に捧ぐ 「平和と月の裏庭」 GOMA WORKS Vol.3』（ラバーソウルレコード）をリリース。
2018年11月、『キース・エマーソンに捧ぐ　GOMA WORKS Vol.1&2 remix+6』（ラバーソウルレコード）。デビューアルバムと第2作目を2枚組ボーナス・トラックを追加して再リリース。
2019年4月7日、『おしゃれイズム』（日本テレビ）で「ジョージ・マーティンに認められたバンドのベーシスト」として紹介される。自身の経営するライブハウス「ラバーソウル」へ俳優の安田顕と藤木直人が訪れ、ともにビートルズ談義を行う。この際、ビートルズに関するお宝として、「1980年に留置所でポール・マッカートニーが看守のために書いたサイン」等を紹介した。
2020年3月、『東京ビートルズ地図』の首都圏でビートルズを味わえるお店として、ラバーソウルレコードが掲載（12ページ）。
2020年12月8日、パウロ鈴木。& GOMAWORLD with 難波弘之として『GOMA WORKS Vol.4 / ゴマ・ワークス～ビーチ・ラブ』（ラバーソウルレコード）をリリース。
2021年5月22日、パウロ鈴木。が音楽を担当した映画「ほうきに願いを」（監督・脚本：五藤利弘）が栃木県鹿沼市にてお披露目公開。
2021年8月27日、パウロ鈴木。GUEST:難波弘之 w/林秀幸 天野マリアとして『ゴマ・ワークスVol.5 ~映画「ほうきに願いを」~ サウンドトラック&アンビエント・マスターズ』（ラバーソウルレコード）をリリース。本作が映画音楽デビュー作品である。
2021年11月、”Zoom Japan”（仏）マガジンにパウロ鈴木が取り上げられた。インタビュアーは、Gianni Simone。
2021年12月10日、パウロ鈴木。& GOMAWORLD with 難波弘之として『GOMA WORKS Vol.6/ クリマス・アルバム』（ラバーソウルレコード）をリリース。NHK横浜放送局より「はま☆きら!」FMに出演し「ポール・マッカートニーのベース奏法について実演・講義。「サンタがやって来るヤァ!ヤァ!ヤァ!」がオンエアされた。
2022年7月23日、パウロ鈴木。が音楽を担当した映画「日光物語」（監督・脚本：五藤利弘）が「日光街道ニコニコ本陣ホール」にてお披露目公開。舞台挨拶には、ダブル主演の武藤十夢、スネオヘアー、粉川昭一日光市長らも駆けつけた。本作は、宝田明の遺作でもある。
2023年11月18日、パウロ鈴木。が音楽を担当した映画「Ben Joe」（三河映画 - Wikipedia　監督：岩松あきら）が、北欧エストアニア国タリン・ブラックナイト映画祭 - Wikipedia（世界１７大映画祭一つ）ノミネイト　初の完成お披露目公開となった。挿入歌には、パウロ鈴木。＆ゴマワールドwith難波弘之の新曲が採用されてもいる。
2024年9月4日、パウロ鈴木。の音楽を使用した映画「夜風に吹かれて」（監督・脚本：五藤利弘）がDVD発売された。
2025年1月11日、パウロ鈴木。が、レコーディングとプロデュース、アレンジを担当（２年の歳月を費やした力作）した『四人囃子』のトリビュートバンド（四人Co.ばやし）のデビュー作『一髪千鈞』がCDリリースされた。本家からは、森園勝利と岡井大二が参加。ファンや業界の話題を集めディスクユニオン（プログレッシブ館）のチャートで1位を獲得。

## 作品

### 音楽作品
ソロ

『劇団MOVE』（1986年, 非売品 アセテイト盤）

ザ・ビートルース
- 『マジカル・ドリーミー・ツアー 』（1997年, ラバーソウルレコード）
- 『エニシング・ニュー』（1999年, ラバーソウルレコード）

デビッド・ピール
- 『ロックン・ロール・アウトロー・ジャパン・ツアー2003 アンプラグド・ヴァージョン』（2004年, キャプテン・トリップ・レコーズ）

護摩
- 『ジャップス・プログレ』（2008年, イグヅラシルレコーズ）

王様&レッド・サッパリン
- 『今村商店』（2010年, 非売品CD-R）

パウロ鈴木。& GOMAWORLD with 難波弘之
- 『Rubber Soul 20 Anniversary 』（2010年, ホイホイ・レコード CD-R）
- 『Rubber Soul 21 Anniversary』（2011年, ホイホイ・レコード CD-R）
- 『GOMA WORKS / ゴマ・ワークス』（2015年初盤, ラバーソウルレコード）
- 『キース・エマーソンに捧ぐ The Sounds Of Thanks「GOMA WORKS Vol.2」』（2016年初版, ラバーソウルレコード）
- 『キース・エマーソン/グレッグ・レイク 2大巨匠に捧ぐ 「平和と月の裏庭」 GOMA WORKS Vol.3』（2018年, ラバーソウルレコード）
- 『キース・エマーソンに捧ぐ　GOMA WORKS Vol.1&2 remix+6』（2018年再発２CD盤, ラバーソウルレコード）
- 『キース・エマーソン/グレッグ・レイク 2大巨匠に捧ぐ 「ビーチ・ラブ」 GOMA WORKS Vol.4』（2020年, ラバーソウルレコード）
- 『映画「ほうきに願いを」~ サウンドトラック&アンビエント・マスターズ  GOMA WORKS Vol.5』（2021年, ラバーソウルレコード）
- 『クリスマス・アルバム　GOMA WORKS Vol.6』（2021年, ラバーソウルレコード）

The Tukenines
- 『The Tukenines』収録曲「ビー・テンダー」（2015年, 非売品）

### ミュージック・ビデオ　:　DVD/映画作品
- 『キース・エマーソン自伝』プロモーション・ビデオ（2013年, DVD 未発表）
- 『ほうきに願いを』DVD（2022年）
- 『日光物語』DVD（2023年）
- 『夜風に吹かれて』DVD（2024年）

### 書誌
- 『文藝別冊ポール・マッカートニー』（河出書房新社, 2001年, 「ベース革命」 p.60, 「ビデオ解説」 p.188）
- 『ビートルズ大全』（河出書房新社, 2004年, 「楽器解説」 p.476, pp.480-484, p.488, p.490）
- 『プログレッシブ・ロック入門』（河出書房新社, 2007年8月号, 「インタビュー取材担当」 p.7, 「EL&P解説」 p.70, 「プログレQ&A」 p.52, 「インタビュー取材担当」 p.68）
- 『大人のロック』（日経BP社, 2008年夏号, 「日本のポールが解くマッカートニー・マジック」 p.63）
- 『大人のロック』（日経BP社, 2009年夏号, 「内海利勝インタビュー取材担当」 p.68）
- 『文藝別冊増補新版ポール・マッカートニー』（河出書房新社, 2011年, 「ポールのベース革命」 p.176, 「アルバムレビュー」 p.182, 「ビデオレビュー」 p.224）
- 『THE DIG Special Edition エマーソン、レイク&パーマー』（シンコーミュージック, 2017年, 「対談#1:ミュージシャン編 難波弘之×パウロ鈴木」）
- 『東京ビートルズ地図』（交通新聞社, 2020年, 「ラバーソウル」p.12）

## 交流人物・共演人物
- キース・エマーソン
- 難波弘之
- デビッド・ピール
- 藤澤由二
- 長洲辰三
- 窪田晴男
- サエキけんぞう
- 桑野信義
- 宮原芽映
- 丹波博幸
- 井筒香奈江
- 小川ヒロ（クリエイション）
- 李世福
- 清水仁
- 村松邦男
- 柳田ヒロ（ex エイプリルフール）
- ラトルスネイク・アニー（英語版）
- 永井秀彦
- 安田顕

- センチメンタル・シティ・ロマンス
- 告井延隆
- 王様
- 風祭東
- 久住昌之
- 友田真吾
- ダモ鈴木（ex カン）
- 山内テツ（ex フェイセズ）
- 嶋田吉隆
- 八島順一
- 村上啓介
- 安部王子
- 廣田龍人
- 廣石恵一（クレイジーケンバンド）
- 杉真理
- 松尾清憲
- 小室和之（BOX）
- 小泉信彦（BOX）
- 藤木直人

- 伊豆田洋之
- 内海利勝（ex キャロル）
- 平松八千代
- 金森佳朗
- 林豊
- イルカ
- アイ高野
- 真木ひでと（ex オックス）
- 岡田志郎（exオックス）
- 宮永正隆
- カンケ
- 藤本国彦
- 広田寬治
- 福岡耕造
- ローリー寺西
- 髙嶋政宏
- 野力奏一
- ケント・フリック